# Classificació dels camps electromagnètics
En geometria diferencial i física teòrica, la classificació dels camps electromagnètics és una classificació puntual de bivectors en cada punt d'una varietat Lorentziana. S'utilitza en l'estudi de solucions de les equacions de Maxwell i té aplicacions en la teoria de la relativitat d'Einstein.

## El teorema de la classificació
El camp electromagnètic en un punt p (és a dir, un esdeveniment) d'un espai-temps lorentzian està representat per un bivector real F = Fab definit sobre l'espai tangent a p.
L'espai tangent a p és isomètric com a espai producte interior real a E1,3. És a dir, té la mateixa noció de magnitud vectorial i angle que l'espai-temps de Minkowski. Per simplificar la notació, assumirem que l'espai-temps és l'espai-temps de Minkowski. Això tendeix a difuminar la distinció entre l'espai tangent a p i la varietat subjacent; afortunadament, no es perd res amb aquesta especialització, per motius que comentem al final de l'article.
El teorema de classificació dels camps electromagnètics caracteritza el bivector F amb relació a la mètrica lorentziana η = ηab definint i examinant les anomenades "direccions nuls principals". Expliquem això.
El bivector Fab produeix un operador lineal simètric asimètric Fab = Facηcb definit baixant un índex amb la mètrica. Actua sobre l'espai tangent a p per ra → Fabrb. Utilitzarem el símbol F per indicar o bé el bivector o l'operador, segons el context.
Esmentem una dicotomia extreta de l'àlgebra exterior. Un bivector que es pot escriure com F = v ∧ w, on v, w són linealment independents, s'anomena simple. Qualsevol bivector diferent de zero sobre un espai vectorial de 4 dimensions és simple o es pot escriure com F = v ∧ w + x ∧ y, on v, w, x i y són linealment independents; els dos casos s'exclouen mútuament. Dit així, la dicotomia no fa referència a la mètrica η, només a l'àlgebra exterior. Però es pot veure fàcilment que l'operador lineal simètric asimètric associat F a b té rang 2 en el primer cas i rang 4 en el segon cas.
Per enunciar el teorema de classificació, considerem el problema dels valors propis per a F, és a dir, el problema de trobar els valors propis λ i els vectors propis r que compleixin l'equació de valors propis.
{\displaystyle F^{a}{}_{b}r^{b}=\lambda \,r^{a}.}
La simetria sesgada de F implica que:
- o el vector propi r és un vector nul (és a dir η(r,r) = 0 ), o el valor propi λ és zero, o tots dos.

Un subespai unidimensional generat per un vector propi nul s'anomena direcció nul·la principal del bivector.
El teorema de classificació caracteritza les possibles direccions nul·les principals d'un bivector. Afirma que un dels següents s'ha de complir per a qualsevol bivector diferent de zero:
A més, per a qualsevol bivector no nul, els dos valors propis associats a les dues direccions nuls principals diferents tenen la mateixa magnitud però signe oposat, λ = ±ν, de manera que tenim tres subclasses de bivectors no nuls:
- semblant a l'espai : ν = 0
- com el temps : ν ≠ 0 i rang F = 2
- no simple : ν ≠ 0 i rang F = 4 ,

on el rang es refereix al rang de l'operador lineal F.

## Interpretació física
La classificació algebraica dels bivectors donada anteriorment té una aplicació important en la física relativista: el camp electromagnètic està representat per un camp tensor de segon rang simètric asimètric (el tensor del camp electromagnètic ) de manera que immediatament obtenim una classificació algebraica dels camps electromagnètics.
En un gràfic cartesià de l'espai-temps de Minkowski, el tensor del camp electromagnètic té components
{\displaystyle F_{ab}=\left({\begin{matrix}0&B_{z}&-B_{y}&E_{x}/c\\-B_{z}&0&B_{x}&E_{y}/c\\B_{y}&-B_{x}&0&E_{z}/c\\-E_{x}/c&-E_{y}/c&-E_{z}/c&0\end{matrix}}\right)}
on {\displaystyle E_{x},E_{y},E_{z}} i {\displaystyle B_{x},B_{y},B_{z}} denotem respectivament els components dels camps elèctric i magnètic, mesurats per un observador inercial (en repòs a les nostres coordenades). Com és habitual en la física relativista, ens sembla convenient treballar amb unitats geometritzades en què {\displaystyle c=1}. A la "gimnàstica de l'índex" formalisme de la relativitat especial, la mètrica de Minkowski {\displaystyle \eta } s'utilitza per pujar i baixar índexs.